# Trichilia carinata
Trichilia carinata är en tvåhjärtbladig växtart som beskrevs av M.E. Morales-puentes. Trichilia carinata ingår i släktet Trichilia och familjen Meliaceae. Inga underarter finns listade i Catalogue of Life.